# Josef Strzygowski
Josef Strzygowski (Bielsko, 7 marzo 1862 – Vienna, 2 gennaio 1941) è stato uno storico dell'arte tedesco.

## Biografia
Josef Strzygowski è conosciuto per le sue teorie sull'importanza delle influenze orientali sull'architettura europea. Nel suo libro Oriente o Roma (Orient oder Rom) sostiene che l'architettura medievale europea si è ispirata fortemente alle tradizioni del Medio Oriente. Questa teoria cozzava con i principi sostenuti dalla principale teoria contemporanea, che sosteneva che l'arte cristiana aveva, in primo luogo, origini classiche.
Di particolare importanza è la sua opera riguardante l'architettura dell'Armenia. Il suo saggio L'architettura dell'Armenia e dell'Europa (Die Baukunst der Armenier und Europa) ha rappresentato il primo tentativo sistematico di studiare le origini e l'influenza dell'architettura armena. Ha percorso le tracce della forma di architettura "ariana" partendo da influenze orientali e indigene.
La qualità delle teorie di Strzygowski è stata ampiamente criticata, ma ancora più controversi furono i toni razziali e politici delle sue opere. Egli era apertamente antisemita e le sue opere precorrevano le idee che sarebbero state accolte nel nazionalsocialismo.